# Uxoricidio
El uxoricidio (del latín uxor, 'esposa' y -cida —del latín caedere, 'matar'—)  consiste en el homicidio o asesinato de la esposa por parte del marido.

## Legislación por país

### España
En el Derecho Penal español se tipificaba este delito como parricidio en el artículo 405 del Código Penal de 1973, que castigaba al que matare "a cualquiera de sus ascendientes o descendientes, o a su cónyuge". Se trataba de un homicidio cualificado por el vínculo familiar o matrimonial existente entre el autor del ilícito y su víctima. El Código de 1995 suprimió como tipos autónomos el infanticidio y el parricidio y optó por mantener únicamente dos figuras básicas: el homicidio y el asesinato (artículos 138 y 139 CP 1995). La relación de parentesco que cualificaba al parricidio se contempla ahora, pues, como una agravante genérica, con base en la circunstancia mixta modificativa de la responsabilidad criminal establecida en el artículo 23 del Código Penal.
El derecho histórico ha conocido, por otro lado, la figura del uxoricidio honoris causa
, que suponía la exención o atenuación de la pena para el marido que matase a la esposa sorprendida en adulterio. Como recuerda José Augusto de Vega, el Ordenamiento de Alcalá llegó incluso a exigir, para obtener esta prerrogativa, que se diera muerte a los dos adúlteros, sin impunidad en caso de que muriera uno solo. El tratamiento privilegiado del uxoricidio en adulterio, que había desaparecido en el Derecho Penal español en 1932, fue restablecido por el Código Penal de 1944 mediante la excusa absolutoria o la atenuación extrema que dispuso, según los casos, su artículo 428: "el marido que, sorprendiendo en adulterio a su mujer, matare en el acto a los adúlteros o a alguno de ellos, o les causare lesiones graves, será castigado con la pena de destierro. Si les produjese lesiones de otra clase quedará exento de pena". La reforma penal de 1963 suprimió este privilegio.